# Žabe (komedija Aristofana)
Žabe (Βάτραχοι), komedija atenskog komediografa Aristofana, prvi put izvedena 405. pr. Kr. na Dionizijskim svečanostima.

## Sadržaj
„Žabe” govore o bogu Dionizu koji putuje u Had sa svojim robom Ksantijom da vrati Euripida natrag u svijet živih. Pomogao mu je i njegov polubrat Heraklo koji je već bio u Hadu kad je išao po čuvara pakla - psa Kerbera. Dioniz se pojavljuje na njegovom pragu odjeven u lavlju kožu s toljagom u ruci, baš kako je Heraklo obično izgledao. Heraklo se nasmije, a Dioniz ga upita kako se najbrže može doći do Hada. Heraklo mu odgovara da se može objesiti, popiti otrov ili skočiti s tornja. Dioniz se odlučuje za dulje putovanje preko jezera Aheron, istim putem kojim je i Heraklo išao. Tamo ga preveze Haron, a Ksantiji nije dozvoljeno ući u lađu jer je rob te mora hodati oko jezera. Dioniz začuje žabe - njihovo se kreketanje stalno ponavlja te se priključuje i sam Dioniz (tako je komedija dobila ime). Dioniz se ponovno sastaje sa Ksantijom te kreću dalje, susreću brojne mitološke likove i, pošto su Dioniza smatrali Heraklom zbog iste odjeće, odlučuju razmijeniti odjeću. Eak nije mogao prepoznati koji je od njih bog te odlaze Plutonu da riješi zabunu. Pluton to i čini i odlučuje postaviti Dioniza za suca u nadmetanju dvojice tragičara.
Na posljetku Dioniz nailazi na Euripida u nadmetanju. Eshil je sjedio za počasnim mjestom najboljeg pisca tragedija za stolom. Održava se natjecanje, a Dioniz postaje sudac. Oba pisca citiraju vlastite stihove i ismijavaju jedan drugoga. Ubrzo je donesena vaga te je rečeno da svaki pisac kaže nekoliko riječi, a čije riječi imaju veću težinu, prevagnut će u njegovu korist.
Euripid zamjera Eshilu: statičnost, sporo razvijanje dramske radnje, ostavljanje glumca bez teksta na sceni, preduge korske dijelove, suhoparan stil, čudne kovanice, tautologiju i pleonazme u prolozima. Euripid ističe u svom stvaralaštvu: uvođenje govornog jezika, potpuno predstavljanje svojih junaka u prologu, prikazivanje svakodnevnog života, navika, uvođenje likova iz svakodnevnog života koji govore jezikom običnih ljudi i vladaju zdravim razumom.
Eshil zamjera Euripidu što je zanemario osnovne funkcije dramskog pjesništva - ispitivanje, učenje o moralu i razvijanje svijesti i razuma. On zamjera Euripidu: upotrebu istog metričkog klišeja u prologu, čestu upotrebu umanjenica, disparatnost ideje i slike, glazbene inovacije, obrađivanje trivijalnih tema pompoynim i patetičnim stilom, izbor tema i motiva koje loše utječu na građane.
Dioniz moli Atenu za savjet i na posljetku Eshil pobjeđuje te Dioniz odlučuje vratiti njega, a ne Euripida. Prije nego što je otišao, Eshil govori kako njegovo mjesto treba zauzeti Sofoklo, a ne Euripid,

## Zanimljivosti
- Naslov drame vjerojatno je parodija na sofistička nadmetanja, demagogije i uvjeravanja.

- Predmet komedije zapravo je Atena pri kraju Peloponeskog rata, između pobjede kod Arginuskih otoka 405. pr. Kr. i konačnog sloma godinu dana kasnije kod Egospotama. U komediji je htio ukazati Atenjanima na mogući izlaz, spas od potpune propasti u ratu sa Spartom. Aristofan izlaže ideju da za Atenjane spas nije više ni u miru, ni u ratu već u povratku idealima prošlosti, idealima iz vremena pobjeda na Maratonu i Salamini koje simboliziraju na literarnom planu Eshilovi tragički junaci. Spas je u propuštenom: da su se držali načela mjere i pravednosti ne bi ni došlo do atenskog imperijalizma i beskrajnog ratovanja.

- Aristofanova komedija predstavlja prvu detaljnu i obrazloženu književnu kritiku u suvremenom značenju. Njegove procjene ciljeva poezije, preporuke i kritike imaju vrijednost ozbiljne teorije. Ona je prvi prilog književnoj estetici u svjetskoj književnosti.

- Ovo je djelo bilo i svojevrstan predložak jednom mjuziklu, samo što je umjesto Euripida bio lik Georgea Bernarda Shawa, a na mjestu Eshila William Shakespeare. 2004. postavljena je i dulja inačica na Broadwayju koju je napisao Stephen Sondheim.

## Vanjske poveznice
- „Žabe” (engl. jezik)  Arhivirana inačica izvorne stranice od 6. svibnja 2006. (Wayback Machine)
- „Žabe” (grč. jezik)